# Predrag Mijatović
Predrag "Peđa" Mijatović (Muntenegreană: Predrag "Peđa" Mijatović/Предраг Мијатовић - Пеђа) (n. 19 ianuarie 1969, Podgorica, RSF Iugoslavia) este un fotbalist muntenegrean retras din activitate, care a jucat pe post de atacant la echipe ca Partizan, Valencia și Real Madrid. Pe plan internațional, are prezențe la națională pentru Republica Federală Iugoslavia și Iugoslavia.
Este considerat unul dintre cei mai buni jucători ai Iugoslaviei din anii '90. În 1997 a fost declarat sportivul anului din Iugoslavia.